# Transformador diferencial de variación lineal

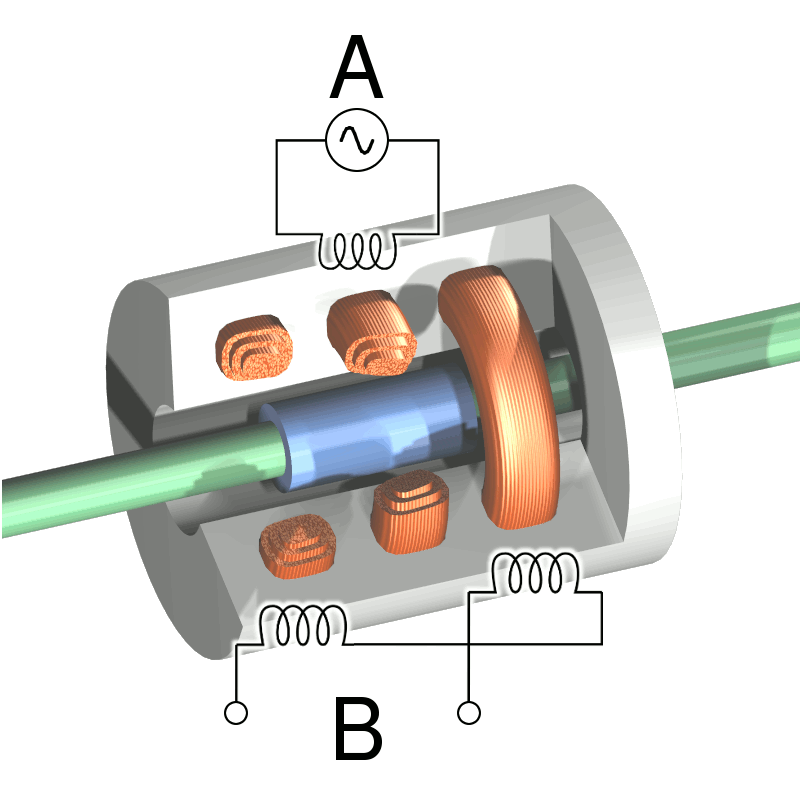
Esquema de un TDVL.

El transformador diferencial de variación lineal (TDVL o, por sus siglas en inglés, LVDT) es un tipo de transformador eléctrico utilizado para medir desplazamientos lineales, con una precisión habitualmente de 1 μm.(los modernos LVDT-2018- su precisión esta en el rango de los nanómetros de tal forma que son usados ampliamente en los microscopios de fuerza atómica) El transformador posee tres bobinas dispuestas extremo con extremo alrededor de una barra. La bobina central es el devanado primario y las externas son los secundarios. Un núcleo ferromagnético de forma cilíndrica, sujeto al objeto cuya posición desea ser medida, se desplaza respecto a las bobinas a lo largo del eje de la barra.

## Principio de funcionamiento

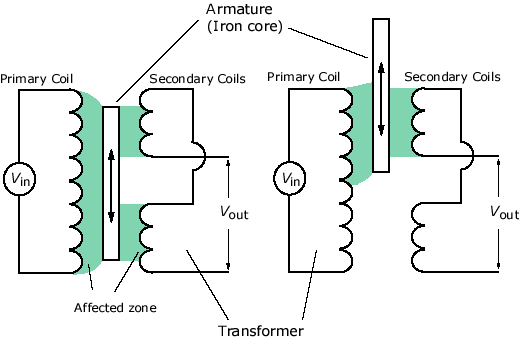

Cuando una corriente alterna circula a través del primario, causa un voltaje que es inducido a cada secundario proporcionalmente a la inductancia mutua con el primario. La frecuencia del oscilador que causa la corriente alterna está en el rango de 1 a 10 kHz.
A medida que el núcleo se mueve, la inductancia mutua cambia, causando que el voltaje inducido en el secundario cambie. Las bobinas están conectadas en serie pero invertidas, así que el voltaje de salida es la diferencia (por eso es "diferencial") entre los dos voltajes secundarios. Cuando el núcleo está en su posición central, se encuentra equidistante a los dos secundarios, los voltajes inducidos son iguales pero de signo opuesto, así que el voltaje de salida es cero.
Cuando el núcleo es desplazado en una dirección, el voltaje en una bobina aumenta mientras que en la otra disminuye, causando que el voltaje de salida también aumente desde cero hasta su máximo. Este voltaje tiene la misma fase que el voltaje del primario. La magnitud del voltaje de salida es proporcional a la distancia en que fue desplazado el núcleo (hasta cierto límite), por eso el dispositivo se califica como "lineal". La fase del voltaje indica la dirección del desplazamiento.
Debido a que el núcleo deslizante no toca el interior del tubo, puede moverse prácticamente sin fricción, haciendo del LVDT un dispositivo muy fiable. La ausencia de contactos deslizantes o rotatorios permite que el TDVL sea completamente sellado.
Los LVDT son usados para la realimentación de posición en servomecanismos y para la medición automática en herramientas y muchos otros usos industriales y científicos.
Y el teorema de CM dice que los LVDT's proveen una salida de 0-10 VCA o 4-20 mA